# Hollywood style
A hollywood style egy amerikai táncstílus.

## Története
A lindy hop kialakulásának kezdetén egy fehér származású fiatalember, Saul Cohen a Lindy születési helyén a Savoy Ballroomban és Harlem utcáin tanult meg szvinget táncolni (olyannyira, hogy 1935-ben az „Év Táncosa” címet is megkapta). Később, 1937-ben amikor Kaliforniába költözött magával vitte ezt a New York-i lindy stílust de hamarosan hatással voltak rá (elsősorban) a balboa táncosok, mint például Hal Takier. Mivel aggódott, hogy zsidó származása és neve hátrányt jelenthet táncos és filmes karrierjének, felvette a Dean Collins nevet és megismertette az ottani táncosokat egy új stílussal. Az USA nyugati partján ugyanis akkor még nem igen ismerték a harlemi „Savoy Style”-t és leginkább balboát és camel hopot táncoltak szving zenére.
Rendszerint Collins stílusának a meghatározó eleme volt egy ún. whip (vö. swing out) amelynél a férfi a nőt 2-re indítja el és 5-re forgatja ki (twist) – mialatt a nő (jobb) kezét előre tolja. Fontos, hogy ehhez hasonló lábmunka és érzés társul, mint az autentikus Savoy Style-nál, amit sokan a lindy hop eredeti változatának tartanak. Az egyetlen különbség, hogy Collins 5-re inkább halad és tol, mint húz. Egyéb karakterisztikus jegyei a stílusnak: gyors lábtechnika, forgások és pörgetések. A testtartás jellegzetessége: a láb közelebb van a partnerhez, mint a fej (ellentétben a Savoy Style-al). A „hollywood” jelző a táncstílus nevébe úgy került bele, hogy Collins igen sok filmben kapott szerepet, mint táncos és így az ő stílusát a mozi fellegvárához Hollywoodhoz fűzték. Ezért aztán az 1940-es és 1950-es években készült filmeken a vele és táncosaival, követőivel szving és rock & roll zenére táncolt előadásokat manapság egységesen hollywood style néven nevezik. Ezen felvételek túlnyomó többségén Dean Collins partnere Jewel McGowan volt, akit a szakma a valaha élt legjobb, legkisugárzóbb egyéniségű női táncosnak tart – még ma is. 11 éven keresztül táncoltak és filmeztek együtt.